# Angola aux Jeux olympiques d'été de 2012
L'Angola participe aux Jeux olympiques d'été de 2012 à Londres au Royaume-Uni du 27 juillet au 12 août 2012. Il s'agit de sa 8e participation à des Jeux d'été.

## Basket-ball

### Tournoi féminin
Classement
| # | Équipe             | Pts | GP | P | PP  | PC  | Diff |
| - | ------------------ | --- | -- | - | --- | --- | ---- |
| 1 | États-Unis         | 4   | 2  | 0 | 171 | 94  | +77  |
| 2 | Chine              | 4   | 2  | 0 | 149 | 115 | +34  |
| 3 | Turquie            | 4   | 2  | 0 | 133 | 107 | +26  |
| 4 | République tchèque | 2   | 0  | 2 | 114 | 127 | -13  |
| 5 | Croatie            | 2   | 0  | 2 | 114 | 164 | -50  |
| 6 | Angola             | 2   | 0  | 2 | 88  | 162 | -74  |

|  | Qualifié pour les quarts de finale                                                                        |
|  | Pts points ; G victoires ; P défaites PP points marqués ; PC points encaissés ; Diff différence de points |

Matchs
| 28 juillet   | Turquie | 72 - 50   | Angola | Basketball Arena, Londres |  |
| 14 h 30 CEST |         | (35 - 25) |        |                           |  |

| 30 juillet   | Angola | 38 - 90   | États-Unis | Basketball Arena, Londres |  |
| 22 h 15 CEST |        | (18 - 41) |            |                           |  |

| 1er août     | Chine | 76 - 52   | Angola | Basketball Arena, Londres |  |
| 11 h 15 CEST |       | (33 - 31) |        |                           |  |

| 3 août      | Angola | 56 - 75   | Croatie | Basketball Arena, Londres |  |
| 9 h 00 CEST |        | (32 - 41) |         |                           |  |

| 5 août       | Angola | 47 - 82   | République tchèque | Basketball Arena, Londres |  |
| 11 h 15 CEST |        | (25 - 40) |                    |                           |  |

## Canoë-kayak

### Course en ligne
L'Angola a qualifié un bateau pour l'épreuve suivante :
- C2 - 1000 mètres hommes - 1 place

## Handball

### Tournoi féminin
L'Angola est éliminée à l'issue de la phase de groupes avec une seule victoire face aux modestes joueuses de Grande-Bretagne :
Classement
|   | Équipe          | Pts | J | G | N | P | Bp  | Bc  | Diff | Dép |
| - | --------------- | --- | - | - | - | - | --- | --- | ---- | --- |
| 1 | Brésil          | 8   | 5 | 4 | 0 | 1 | 137 | 122 | 15   | +1  |
| 2 | Croatie         | 8   | 5 | 4 | 0 | 1 | 145 | 115 | 30   | -1  |
| 3 | Russie          | 7   | 5 | 3 | 1 | 1 | 151 | 125 | 26   | -   |
| 4 | Monténégro      | 5   | 5 | 2 | 1 | 2 | 137 | 123 | 14   | -   |
| 5 | Angola          | 2   | 5 | 1 | 0 | 4 | 133 | 142 | -9   | -   |
| 6 | Grande-Bretagne | 0   | 5 | 0 | 0 | 5 | 91  | 166 | -75  | -   |

|  | Qualifié pour les quarts de finale                                                                             |
|  | Pts points ; G victoires ; N nuls ; P défaites BP buts marqués ; BC buts encaissés ; Diff différence de points |

Matchs
| 28 juillet | Russie               | 30 - 27   | Angola          | Copper Box, Londres                  |                                      |
| 9 h 30     | Lioudmila Postnova 5 | (16 - 11) | Isabel Guialo 5 | Arbitrage : G. Nachevski, S. Nikolov | Arbitrage : G. Nachevski, S. Nikolov |
| 9 h 30     | Rapport              |           |                 | Arbitrage : G. Nachevski, S. Nikolov | Arbitrage : G. Nachevski, S. Nikolov |

| 30 juillet | Angola                           | 23 - 28   | Croatie      | Copper Box, Londres                      |                                          |
| 9 h 30     | Isabel Guialo, Marcelina Kiala 5 | (11 - 13) | Maja Zebić 9 | Arbitrage : O. Al-Marzouqi, M. Al-Nuaimi | Arbitrage : O. Al-Marzouqi, M. Al-Nuaimi |
| 9 h 30     | Rapport                          |           |              | Arbitrage : O. Al-Marzouqi, M. Al-Nuaimi | Arbitrage : O. Al-Marzouqi, M. Al-Nuaimi |

| 1er août | Monténégro                           | 30 - 25   | Angola            | Copper Box, Londres                    |                                        |
| 11 h 15  | Katarina Bulatović, Bojana Popović 6 | (13 - 14) | Azenaide Carlos 7 | Arbitrage : M. Al-Suwaidi, S. Bamutref | Arbitrage : M. Al-Suwaidi, S. Bamutref |
| 11 h 15  | Rapport                              |           |                   | Arbitrage : M. Al-Suwaidi, S. Bamutref | Arbitrage : M. Al-Suwaidi, S. Bamutref |

| 3 août | Angola         | 31 - 25   | Grande-Bretagne | Copper Box, Londres              |                                  |
| 9 h 30 | Nair Almeida 8 | (14 - 10) | Marie Gerbron 9 | Arbitrage : A. Duta, D. Florescu | Arbitrage : A. Duta, D. Florescu |
| 9 h 30 | Rapport        |           |                 | Arbitrage : A. Duta, D. Florescu | Arbitrage : A. Duta, D. Florescu |

| 5 août  | Brésil                           | 29 - 26   | Angola            | Copper Box, Londres                |                                    |
| 11 h 15 | Diniz, do Nascimento, Pinheiro 5 | (15 - 17) | Marcelina Kiala 6 | Arbitrage : B. Bartlett, A. Stokes | Arbitrage : B. Bartlett, A. Stokes |
| 11 h 15 | Rapport                          |           |                   | Arbitrage : B. Bartlett, A. Stokes | Arbitrage : B. Bartlett, A. Stokes |

## Judo
| Athlète         | Compétition           | 1/32 de finale      | 1/16 de finale              | 1/8 de finale       | Quarts de finale    | Demi-finales        | Repêchage 1         | Repêchage 2         | Finale              | Finale |
| Athlète         | Compétition           | Adversaire Résultat | Adversaire Résultat         | Adversaire Résultat | Adversaire Résultat | Adversaire Résultat | Adversaire Résultat | Adversaire Résultat | Adversaire Résultat | Rang   |
| --------------- | --------------------- | ------------------- | --------------------------- | ------------------- | ------------------- | ------------------- | ------------------- | ------------------- | ------------------- | ------ |
| Antonia Moreira | Moins de 70 kg femmes | exempt              | Yuri Alvear (COL) 0001/0100 |                     |                     |                     |                     |                     |                     |        |

## Natation
Les nageurs angolais ont jusqu'ici atteint les minima de qualification dans les épreuves suivantes (au maximum 2 nageurs peuvent être qualifiés s'ils ont réussi les minima olympiques et un seul nageur pour les minima propres à chaque sélection), :
Deux nageurs (ou plus) ont réalisé les minima olympique
- Aucun

Un nageur a réalisé les minima olympique
- Aucun

Un nageur (ou plus) a réalisé les minima de la sélection
- 400 mètres papillon hommes

| Athlète       | Épreuve       | Séries  | Séries       | Demi-finales | Demi-finales | Finale | Finale |
| Athlète       | Épreuve       | Temps   | Rang         | Temps        | Rang         | Temps  | Rang   |
| ------------- | ------------- | ------- | ------------ | ------------ | ------------ | ------ | ------ |
| Pedro Pinotes | 400 m 4 nages | 4:24.69 | 30 (éliminé) | NC           | NC           | –      | –      |

| Athlète           | Épreuve         | Séries | Séries       | Demi-finales | Demi-finales | Finale | Finale |
| Athlète           | Épreuve         | Temps  | Rang         | Temps        | Rang         | Temps  | Rang   |
| ----------------- | --------------- | ------ | ------------ | ------------ | ------------ | ------ | ------ |
| Mariana Henriques | 50 m nage libre | 31.36  | 60 (éliminé) | NC           | NC           | –      | –      |